# Pacanów
Pacanów is een stad in de Poolse woiwodschap Święty Krzyż. De plaats maakt deel uit van de gemeente Pacanów en telt 1137 inwoners.

## Geboren
- Feliks Jarocki (1790-1865), zoöloog